# Vitali Kabalóyev
Vitali Kabalóyev –en ruso, Виталий Кабалоев– (18 de septiembre de 1996) es un deportista ruso que compite en lucha grecorromana.
Ganó dos medallas en el Campeonato Europeo de Lucha, oro en 2019 y plata en 2020, ambas en la categoría de 55 kg.

## Palmarés internacional
| Campeonato Europeo | Campeonato Europeo | Campeonato Europeo | Campeonato Europeo |
| Año                | Lugar              | Medalla            | Categoría          |
| ------------------ | ------------------ | ------------------ | ------------------ |
| 2019               | Bucarest (Rumania) | Medalla de oro     | 55 kg              |
| 2020               | Roma (Italia)      | Medalla de plata   | 55 kg              |